# Ulrich Johannes Beil
Ulrich Johannes Beil (* 24. Juni 1957 in München) ist ein deutscher Lyriker, Essayist und Literaturwissenschaftler. 

## Leben
Ulrich Johannes Beil studierte Germanistik, Philosophie, Theologie und Politologie in München und promovierte dort 1988 bei Renate von Heydebrand. 1984 erhielt er den Lyrikpreis des Bayerischen Rundfunks und gemeinsam mit Michael Düblin den Vera-Piller-Lyrikpreis des Schweizer Orte-Verlags. Von 1995 bis 2000 war er Chefredakteur der von Anton G. Leitner herausgegebenen Literaturzeitschrift Das Gedicht. Zeitschrift für Lyrik, Essay und Kritik. Er lehrte und forschte seit 1988 an der Universität Hokkaidō in Sapporo/Japan sowie an den Universitäten München und Göttingen. Von 2000 bis 2004 unterrichtete er als Gastprofessor an der Universität von São Paulo, Brasilien. 2003 habilitierte er sich an der Universität München in Germanistik und Komparatistik und arbeitete von 2006 bis 2017 am Nationalen Forschungsschwerpunkt „Mediality“ der Universität Zürich. 2007 war er Co-Kurator der Zürcher Ausstellung „Schrift in Bewegung. Vom Weltbuch zur Seelengraphie“. 2008 übernahm er eine Lehrstuhlvertretung für Erika Greber (Komparatistik) an der Universität München. Von 2020 bis 2023 lehrte er als Professor für Neuere Deutsche Literatur an der Kyushu University in Fukuoka, Japan. Seither ist er als freier Publizist und Dozent tätig.
Beils Gedichte erschienen in zahlreichen Zeitungen, Zeitschriften und Anthologien (u. a. in Akzente, Sinn und Form, manuskripte und Merkur).

## Schriften (Auswahl)
Als Verfasser
- Dieser Tag geht. Gedichte. Schneekluth, München 1985, ISBN 3-7951-0931-0.
- Die Wiederkehr des Absoluten. Studien zur Symbolik des Kristallinen und Metallischen in der Literatur der Jahrhundertwende. Peter Lang, Frankfurt am Main 1988, ISBN 3-8204-1270-0.
- Aufgelassene Archive. Gedichte. DuMont, Köln 1998, ISBN 3-7701-4469-4.
- Die hybride Gattung. Poesie und Prosa im europäischen Roman von Heliodor bis Goethe. Königshausen & Neumann, Würzburg 2010, ISBN 978-3-8260-4300-0.
- mit Christian Kiening: Urszenen des Medialen. Von Moses zu Caligari. Wallstein, Göttingen 2012, ISBN 978-3-8353-1127-5.
- Magie des Alltäglichen. Fragmente aus der japanischen Fremde. Iudicium, München 2024, ISBN 978-3-86205-661-3.

Als Herausgeber
- mit Christian Kiening: Rudolf Kurtz: Expressionismus und Film. Chronos, Zürich 2007, ISBN 978-3-0340-0874-7.
- mit Michael Gamper und Karl Wagner: Medien, Technik, Wissenschaft. Wissensübertragung bei Robert Musil und in seiner Zeit. Chronos, Zürich 2011, ISBN 978-3-0340-1017-7.
- mit Cornelia Herberichs und Marcus Sandl: Aura und Auratisierung. Mediologische Perspektiven im Anschluss an Walter Benjamin. Chronos, Zürich 2014, ISBN 978-3-0340-1027-6.